# Vojvodina Varšava
Vojvodina Varšava (1807-1815)
Vojvodino Varšavo je ustanovil Napoleon iz poljskih ozemelj, ki si jih ob drugi in tretji delitvi Poljske prisvojili Prusi; Prusi so se morali s tilsitskim mirovnim sporazumom (1807) ozemljem  odpovedati, Napoleon pa jih je vrnil Poljakom, ki so se v vojni bojevali na njegovi strani. Napoleon je leta 1809, po zmagi nad Avstrijci pri Wagramu, vojvodini dodal še ozemlja, ki so si jih ob tretji delitvi Poljske prilastili Avstrijci.
Vojvodina Varšava je dobila svojo vlado, ki pa je bila pod strogim nadzorom Francozov. Ti so deželo močno obremenili z davki in z zahtevami po vedno novih rekrutih. Ker pa so Poljaki od Napoleona pričakovali obnovitev samostojne kraljevine Poljske v nekdanjih razsežnostih, so s Francozi dokaj prostovoljno sodelovali. Po Napoleonovem porazu je nekoliko okrnjeno ozemlje vojvodine Varšave prišlo kot Kongresna kraljevina Poljska pod rusko oblast.

## Razdeljena Poljska
Po delitvah Poljske (1795) je bilo ozemlje Poljske-Litve razdeljeno med tri njene sosede: Rusijo, Prusijo in Avstrijo. Vse tri so želele poljska ozemlja čim prej vključiti v svoje države. Odvzele so oblast iz rok visokega poljskega plemstva, ukinile tradicionalno ureditev dežele po kneževinah (vojvodstvih) in vpeljale nove upravne razdelitve:
- poljska ozemlja, ki so prišla pod Prusijo, so razdelili na Zahodno Prusijo, Južno Prusijo in Novovzhodno Prusijo; skupaj z Vzhodno Prusijo, ki že od leta 1657 ni bila več pod poljsko oblastjo, so postale kot Kraljevina Prusija del monarhije brandenburških Hohenzollerjev;
- poljska ozemlja pod Avstrijo so bila razdeljena v Staro Galicijo in Novo Galicijo;
- Rusi so svoj del poljskih ozemelj razdelili v 8 gubernij.

V pruskem in avstrijskem delu so na uradniške položaje pripeljali tujce; priseljevali so koloniste, v šole so vpeljali nemški jezik, županstva in velik del cerkvenih posesti so prišli v državne roke. Zasedene dežele so morale plačevati visoke davke in novačiti rekrute za nove gospodarje. Krvni davek je bil najobčutnejši pod oblastjo Avstrije, ki se je tedaj vztrajno a brezuspešno bojevala s Francijo. Nove oblasti so preganjale domoljube, jakobinske ideje, umaknile napredne reforme iz časov poljske države in iskale podporo v zemljiški gospodi, ki so ji pustile oblast nad kmeti.
Precej drugačne so bile razmere na ozemlju, ki so ga zasedli Rusi. Rusija je bila v času vladanja carjev Pavla in Aleksandra I. upravno dokaj zaostala, tako da so na poljskem ozemlju obstale stare poljske upravne institucije. Car Pavel je osvobodil številne poljske ujetnike (tudi Tadeucza Kościuszka) in vrnil šlahti pravico izbiranja nižjih upravnih in sodnih funkcionarjev.
Različne politike so osvajalske vlade pokazale v odnosu do kmetov. V avstrijskem delu so začeli z jožefinskimi reformami, ki pa so obtičale na polovici. Pruska vlada je začela na državnih posestvih namesto tlake uvajati dajatve. V Prusiji je bil čas po letu 1795, ko je z baselskim mirom izstopila iz vojne s Francijo, čas razcveta poljedelstva, ki je z žitom oskrbovalo bojujoče se vojske, a je povečana pridelava šla na račun večjega obremenjevanja kmetov. Enako je veljalo za ukrajinske kmete v Avstriji. Najslabše se je godilo kmetom pod carsko oblastjo, kjer so bili najmanj svobodni, tlako pa so začeli obračunavati po številu moških oseb, ne po obsegu posestva.
Večina domoljubnih Poljakov se z izgubo suverenosti svoje države ni mogla sprijazniti. Zlasti na pruskem območju so mali plemiči, meščani in predvsem izobraženci in oficirji začeli ustanavljati tajna društva. Leta  1798 so v Varšavi ustanovili Društvo poljskih republikancev pod vodstvom Tadeucza Kościuszka, ki je po prihodu iz ječe živel v Parizu. Društvo se je omejilo na ideološko propagando, vojaško izvidništvo v korist Francije ter na omogočanje bega prostovoljcev v legije.

## Poljske legije
Že od leta 1768 so se zbirale poljske emigrantske skupine v Hamburgu, Dresdnu, Carigradu in predvsem Parizu. Po padcu Kościuszkove vstaje se je podalo v emigracijo nekaj tisoč častnikov in političnih delavcev. Večina se jih je kmalu zbrala v Parizu. Tam je delovala poluradna agencija vstajniške vlade, ki si je prizadevala postaviti francoske vojaške enote v sklopu francoske službe. Bolj jakobinsko usmerjeno krilo emigrantov pa je sestavilo deputacijo, ki si je na lastno pest prizadevala dobiti pomoč francoske vlade za sprožitev vstaje na Poljskem, čemur je agencija nasprotovala. Akcija bi bila v tistem času protipruska, za kar pa Francija, ki tedaj ni bila v vojni s Prusijo, ni bila zainteresirana.
Pobudi za ustanovitev poljskih legij je v severni Italiji prisluhnil mladi uspešni francoski vojskovodja Napoleon Bonaparte, ko mu je poljski general Henryk Dąbrowski (ki se je proslavil v obrambi Varšave leta 1794) predlagal, da bi jih sestavili iz avstrijskih ujetnikov poljske narodnosti. Januarja 1797 so Dąbrowski in lombardska vlada v tem duhu podpisali listino, Bonaparte pa jo je kot vrhovni poveljnik potrdil. Legionarji so dobili uniformo, podobno poljski, italijanske epolete in francosko kokardo. Zagotovili so jim vrnitev v domovino, če bi to terjala narodna stvar. Iz vrst poljskih emigrantov so se jim pridružili sposobni poljski oficirji. Med njimi je bil Jozef Sułkowski, ki je postal Bonapartejev pribočnik in je nanj skušal vplivati v duhu naklonjenosti do Poljakov (padel je med egipčansko odpravo, leta 1798). V enem letu je število legionarjev, ki so računali na oboroženo vrnitev v domovino, naraslo na 10.000.
Po miru v Campo-Formiu (1797) so legije prešle v službo Cisalpinske republike, ki jih je uporabila za zatiranje ljudskih vstaj, pri čemer se je pokazal dvojni značaj teh formacij. Leta 1799 so legije v Italiji utrpele težke izgube. Ena je izgubila pol moštva v bitkah ob Adiži, preživele pa je francoski poveljnik po kapitulaciji Mantove predal Avstrijcem (ki so jih zahtevali kot svoje dezerterje); drugo so Rusi v bitki ob Trebbiji skoraj uničili. Na severni fronti so takrat sestavili novo, t. i. obdonavsko legijo, ki je pod vodstvom generala Kniaziewicza izvedla odločilni manever v zmagoviti bitki pri Hohenlindnu (1800) .
Po miru v Lunevillu (1801), ko je prišlo do še ene začasne pomiritve v Evropi, so poljske formacije postale (tedaj že prvemu francoskemu konzulu) Bonaparteu odvečne in nezaželene. Večino jih je poslal na otok Haiti, da so zatrli upore med črnci (1802-03); skoraj vse legionarje je strlo neugodno podnebje, bolezni in sodelovanje v nepravični "umazani" kolonialni vojni.
Ne glede na njihov žalostni konec so bile legije Dąbrowskega v boju za poljsko neodvisnost pomembne. V petih letih je skoznje prešlo 20.000 vojakov, ki so od francoske armade sprejeli demokratičnega in državljanskega duha. Mnogi legionarji so kasneje sestavljali jedro poljskih osvobodilnih vojnih formacij.

## Načrt Adama Czartoryskega. Napoleon zavzame Varšavo
Po letu 1800 so zarotniški poskusi izgubili smisel. Mnogo političnih emigrantov in legionarskih častnikov se je vrnilo v domovino, kjer so iskali družbeno aktivnost v korist naroda v znanosti in kulturi. Leta 1800 so ustanovili Društvo prijateljev znanosti. Najpomembnejši delo društva je leta 1806 izdani Slovar poljskega jezika.
Leta 1801 je zasedel ruski prestol štiriindvajsetletni Aleksander I. Že pred tem se je spoprijateljil s 7 let starejšim knezom iz vplivne poljske rodbine Adamom Czartoryskim. Imenoval ga je za namestnika zunanjega ministra (in kasneje za zunanjega ministra) in z njim snoval načrte o liberalni ureditvi Rusije. Poveril mu je nadzor nad vilniškim znanstvenim okrožjem. Czartoryski je leta 1802 v Vilni organiziral poljsko univerzo in razširil poljsko srednje in nižje šolstvo na področje Litve, Belorusije in Ukrajine. Odkrito je deloval za združitev Poljske v povezavi z Rusijo pod žezlom Aleksandra I. Vendar so njegov teoretični (imenovan pułavski, po rezidenci Czartoryskih v mestu Puławy) načrt prehiteli dogodki na vojaškem in političnem prizorišču.
Napoleon je  pri Slavkovu premagal tretjo protifrancosko koalicijo (1805). Prusija, ki v tretji koalicijski vojni ni sodelovala, je konec septembra 1806 (v zavezništvu samo s Saško in Braunschweigom) Napoleonu napovedala vojno. Kot velikokrat prej se je ta bliskovito odzval, s hitrim pohodom presenetil Pruse in uničil njihovo vojsko v bitki pri Jeni in Auerstedtu (oktober 1806). Pruski kralj Friderik Viljem III. se je z majhnim delom svoje vojske umaknil v Vzhodno Prusijo, kjer je čakal na pomoč Rusov. Napoleonu je bila pot proti Varšavi odprta. Na poti ga je skušala ruska vojska zadržati le pri prehodu reke Wkre, ki jo je prekoračil 23. decembra. Po zmagi nad Rusi v bitki pri Pułtusku ob reki Narew, 50 km severno od Varšave (26. december 1806), so Francozi zavzeli Varšavo.

## Vstaja Poljakov. Boj za Pomorjansko
Že pred tem (3. septembra 1806) je general Dąbrowski po naročilu Napoleona izdal Poljakom poziv k vstaji. Vstaja se je začela v Poznanju, kamor sta Dąbrowski in njegov glavni sodelavec Wybicki prispela na čelu francoske vojske (3. nov 1806). Navdušeno se je odzvalo zlasti prebivalstvo mest. Prvi boji s pruskimi posadkami so izbruhnili blizu mest Ostrzeszów in Kępno. Vstaja se je širila po Velikopoljski in potem tudi širše. Novembra so uporniki zavzeli samostan Jasno Góro v Čenstohovi. Dąbrowski je ustanovil komisijo, ki naj bi skrbela za upravljanje in red. Z mobilizacijo (1 mož na 10 hiš) so začeli organizirati redno vojsko, ki je januarja 1807 štela že 23.000 mož. Tedaj je Napoleon predal začasno vlado okupiranih ozemelj sedemčlanski vladni komisiji, položaj vojnega direktorja (ministra) pa poveril knezu Józefu Poniatowskemu, nečaku zadnjega poljskega kralja. Na odgovorne položaje so prišli sami aristokrati, nekdanji politiki štiriletnega sejma kajti Napoleonu se je zdelo pomembno, da ravno te pridobi na svojo stran. Glavna naloga komisije je bila oskrba velike armade, kajti bližanje ruske vojske je obetalo nadaljevanje vojne.
V januarju 1807 se je v zimskem pohodu pomikala ruska vojska, kakih 80.000 mož, od Nowogróda (ob reki Narew) proti Gdansku. Napoleon ji je nameraval s pohodom proti severu presekati pot. Vojski sta se srečali 7. februarja v bližini Bagratinovska (nemško Preußisch Eylau). V dvodnevni zelo krvavi bitki ni prišlo do odločitve, ponoči pa so Rusi zapustili prizorišče. Francozi so prodirali naprej proti Gdansku, ki so ga začeli oblegati sredi marca. Pri tem so sodelovali čete poljskega upora, ki so tudi prodrle na Pomorjansko. Gdansk se je predal sredi maja. V odločilni bitki pri Friedlandu (rusko Pravdinsk, 50 km jugovzhodno od Kaliningrada), 14. junija 1807, so Francozi onesposobili polovico ruske vojske. Car Aleksander I. je končno pristal na pogajanja. 

## Ustanovitev Vojvodine Varšave
Na mirovnih pogajanjih v Tilsitu (julij 1807), kjer sta cesar in car mislila predvsem na medsebojno delitev sveta, je bilo nadležno vprašanje Poljske potisnjeno na stranski tir. Zanj so našli začasno rešitev, s katero je Napoleon nagradil Poljake za sodelovanje: Prusija se je morala odpovedati pokrajinam, ki jih je dobila z drugo in tretjo delitvijo Poljske, in ozemlju ob reki Noteć; iz njih so sestavili Vojvodino Varšavo in ji postavili na čelo saškega kralja Friderika Avgusta I.

## Politični sistem in gospodarske razmere
Vojvodina Varšava je s 104.000 km2 in 2,6 milijona prebivalcev obsegala le majhen del nekdanje Poljske države, kar je med prebivalstvom povzročilo splošno razočaranje. Vendar so Poljaki na tem ozemlju spet dobili svojo vlado in svojo vojsko.
Napoleon je vladni komisiji narekoval glavna načela nove ustave, ki je bila podobna ustavam drugih njegovih vazalnih držav. Oblast je ostala centralizirana v kraljevih rokah; sejmu je ostala pravica sprejemanja davčnih in zakonskih zadev, ki jih je predlagala vlada; administracija je bila urejena po francoskem zgledu. Razglašena je bila ukinitev kmečkega podložništva in enakopravnost državljanov. Vpeljan je bil Napoleonov Code civil. Skupščina je bila urejena po zgledu nekdanjega poljskega sejma: v senatu so sedeli škofje, vojvode, zemljiški gospodje (po imenovanju), v poslanski zbornici pa predstavniki pokrajinskih plemiških zborov in (sedaj tudi) ljudskih neplemiških zborov (posestniki, obrtniki, častniki, izobraženci). Uporabljali so "narodni" jezik.
Tako je bilo urejeno po zakonu. Dejansko pa so bile državne institucije pod strogo kontrolo Francozov. Vojski je poveljeval francoski maršal Davout. Zaradi ekonomske šibkosti meščanstva je zemljiška gospoda obdržala tudi politično premoč. Posestva z zgradbami so ostala v lasti zemljiških gospodov. Vaško prebivalstvo, teoretično svobodno, je bilo še naprej odvisno od graščakov in je za njih opravljalo tlako.
Francozi so poljsko državo sistematično izkoriščali. Prisvajali so si državne sklade in si izmišljevali vedno nove davke in dajatve, ki jih Poljaki niso mogli plačevati, še posebej ne, ker so se zaradi Napoleonove celinske zapore znižale cene žita. Nemoč plačevanja davkov je vlada nadomeščala z več "hrane za topove", to je, dobavljanjem rekrutov cesarju. Vojvodina je morala vzdrževati sprva 30 in kasneje 60.000 vojakov. V Španiji je v štirih letih izkrvavelo 15.000 poljskih vojakov.
Država pa je napredovala v tkalski obrti in drugih vejah rokodelstva. V upravnem aparatu se je povečalo število meščanov. Menjalnice so razširile svojo dejavnost v bančne posle. Izjemen pomen je imela birokracija. Za njeno šolanje so ustanovili pravno in administrativno šolo. To je odprlo nove možnosti obubožani šlahti in olajšalo osamosvajanje mlade poljske inteligence. Povsem izločeni iz meščanskih pravic in stigmatizirani pa so bili Židje.
Glavna podlaga in opora vojvodine je bila armada, ki je uživala največji ugled. Nabor je temeljil na žrebanju s pravico do namestnika, kar je v vojaške vrste pripeljalo pretežno vaške reveže. Življenjske razmere v vojski so bile težke, toda raven šolanja je bila ustrezna, morala na splošno visoka, bojna pripravljenost velika. Za vojaka je bila vojaška služba državljanska šola. Vojska je verjela v Napoleona in videla v njem upanje za osvoboditev domovine.
Najbolj odklonilna do novega sistema je bila višja cerkvena hierarhija. Država je hotela vpreči Cerkev v svojo službo. Vedno znova je prihajalo do navzkrižij s škofi.

## Leto 1809
Leta 1809 je bil mednarodni položaj napet. Napoleon je imel velik del vojske zaposlene z vojno na Pirenejskem polotoku. Avstrija je nameravala to izkoristiti in se Francozom maščevati za prejšnje poraze. V okviru t. i. avstrijske vstaje je nadvojvoda Ferdinand Toskanski s 30.000 vojaki prekoračil poljsko mejo. Glavni poveljnik poljske vojske knez Józef Poniatowski je v bitki pri Raszynu 19. aprila s pol manjšo vojsko obdržal ozemlje bitke, a se je moral zaradi izgub naslednji dan umakniti v Varšavo. Po tem častnem porazu se je začel z Avstrijci pogajati, jim prepustil Varšavo, sam pa z vojsko prešel na desni breg Visle. S pogumno ofenzivo v notranjost prijateljske Galicije je zavzel lublinsko in sandomieško območje. Rusija, čeprav od leta 1809 formalno zaveznica Francozov, si je želela avstrijskega uspeha in je poslala svojo vojsko v Galicijo. Ker je tudi Ferdinand pohitel branit Galicijo, je bil Poniatowski v stiski; njegovo usodo je rešila zmaga Napoleona pri Wagramu. Poljaki so uspeli zavzeti Krakov pred Rusi.
Na mirovnih pogajanjih v Schönbrunnu (oktober 1809) Poljakom ni bilo mogoče odvzeti ozemlja, ki so si ga sami priborili. Vojvodini Varšavi so dodali 4 nove departmaje (Krakov, Radom, Lublin, Siedlce). Povečanje vojvodine za ozemlje, ki so si ga ob tretji delitvi Poljske prisvojili Avstrijci, je znova podžgalo upe na postopno osvoboditev vseh delov domovine. Na Poljskem so bili vsi domoljubi zagledani v genialnega cesarja, sledili so mu z vero v obnovitev samostojne poljske kraljevine.

## Konec Vojvodine Varšave
Ob naraščanju napetosti med Francijo in Rusijo sta obe strani Poljakom veliko obljubljali. Aleksander je preko Czartoryskega ponudil Poniatowskemu obnovitev Poljske v mejah pred razdelitvijo. A Poniatowski je vedel, da ne bo mogoče armade in vsega naroda odvrniti od francoske usmeritve, in je o ponudbi obvestil Pariz. Poljaki so bolj verjeli, da jim bo samostojno državo prineslo sodelovanje z Napoleonom.
Napoleonovega pohoda na Rusijo leta 1812 se je udeležilo blizu 100.000 Poljakov, od tega 40.000 pod vodstvom generala Poniatowskega. Kmetje v Belorusiji so francosko vojsko pozdravili kot osvoboditelje, a se je navdušenje kmalu razblinilo, ko začasna oblast ni vpeljala pričakovanih sprememb in je vojska pustošila deželo.
Poljaki so se v vojni borili požrtvovalno. Pri Smolensku in Borodinu se je korpus Poniatowskega boril v prvih vrstah in doživel strahotne izgube. V katastrofalnem umiku so Poljaki mnogokrat ščitili razbite zavezniške vrste, ob Berezini so rešili pred pogubo že obkoljenega Napoleona; rešili so tudi vse topove in zastave; njihove izgube v mrtvih, ranjenih in ujetih pa so dosegle sedemdeset odstotkov vsega moštva.
V začetku leta 1813 je ruska vojska vkorakala v Varšavo, medtem ko so se  poljske enote generala Poniatowskega  zbrale okrog Krakova. Njihov poveljnik, ki je hotel obdržati vojaško čast, se je bojeval na francoski strani prav do bitke pri Leipzigu (16.-18. oktober 1813), ko je, imenovan za francoskega maršala, junaško končal v valovih Elstere. Poljska je prišla pod Rusijo.
Velikanski napor, ki so ga Poljaki  vložili v vojno na Napoleonovi strani, je opozoril Evropo, da se poljski narod ni sprijaznil z izgubo neodvisnosti. Kratkotrajni francoski režim je na Poljsko prinesel začetek odpravljanja fevdalnih odnosov ter ustvarjanja nove, meščanske družbe. Čar napoleonskih časov je v bodočih rodovih budil pripravljenost in vero v nova osamosvojitvena dejanja, žal pa tudi pričakovanje pomoči z Zahoda, čakanje na čudež, ki bo prišel od zunaj.

## Potem
Dunajski kongres (1814-15) je ponovno vzpostavil poljsko državo. Ozemlje Vojvodine Varšave je bilo zmanjšano za poznanjsko pokrajino, ki je bila priključena Prusiji in "svobodno mesto Krakov", ki je postalo "simbolična prestolnica razdeljene Poljske", kar pa je prenehalo biti leta 1846, ko ga je Avstrija priključila Galiciji. Novo državo so imenovali Kongresna kraljevina Poljska ali kar Kongresna Poljska  in je bila v personalni uniji združena z ruskim imperijem. Ruski car Aleksander I. je bil tudi poljski kralj.
Ustavo kraljevine Poljske (1815-31) so imeli za najliberalnejšo v Evropi. A dejansko je Aleksander vladal kot absolutni monarh in pogostokrat kršil ustavo. To je vzpodbujalo ustanavljanje tajnih društev in upore proti ruski oblasti.